# Plaisians
Plaisians é uma comuna francesa na região administrativa de Auvérnia-Ródano-Alpes, no departamento de Drôme. Estende-se por uma área de 29,64 km². Em 2010 a comuna tinha 207 habitantes (densidade: 7 hab./km²).